# Jillian Evans
Jillian Evans, aussi appelée Jill Evans, née le 8 mai 1959 à Rhondda, est une femme politique galloise, membre du  Plaid Cymru (PC). Elle est députée européenne de 1999 à 2020.

## Biographie
Elle est membre du Plaid Cymru, dont elle a été la présidente de 1994 à 1996 et dont elle est vice-présidente depuis 2003.
Elle a été élue pour la première fois au Parlement européen lors des élections européennes de 1999 dans la circonscription du Pays de Galles et réélue en 2004, 2009, 2014 et 2019. Elle y siège au sein du Groupe des Verts/Alliance libre européenne, dont elle assure la vice-présidence durant la mandature 2014-2019. Elle cesse de siéger à partir du 31 janvier 2020, date à laquelle son pays quitte l'Union européenne.